# Tours Volley-Ball 2016-2017
Questa voce raccoglie le informazioni riguardanti il Tours Volley-Ball nelle competizioni ufficiali della stagione 2016-2017.

## Organigramma societario
Area direttiva
- Presidente: Yves Bouget

Area organizzativa
- General manager: Pascal Foussard

Area tecnica
- Allenatore: Giampaolo Medei
- Allenatore in seconda: Thomas Royer

## Rosa
| N° | Nome                   | Ruolo | Data di nascita  | Nazionalità sportiva |
| -- | ---------------------- | ----- | ---------------- | -------------------- |
| 1  | Guillermo Hernán       | P     | 25 luglio 1982   | Spagna               |
| 2  | Hubert Henno           | L     | 6 ottobre 1976   | Francia              |
| 3  | Thomas Nevot           | P     | 11 giugno 1997   | Francia              |
| 4  | Vincent Lombard        | P     | 11 giugno 1997   | Francia              |
| 5  | Quentin Jouffroy       | C     | 4 luglio 1993    | Francia              |
| 6  | David Konečný          | S/O   | 10 ottobre 1982  | Rep. Ceca            |
| 7  | Chris Zuidberg         | C     | 2 settembre 1994 | Lussemburgo          |
| 8  | Ryley Barnes           | S     | 10 novembre 1993 | Canada               |
| 9  | Adam White             | S     | 8 settembre 1989 | Australia            |
| 10 | Théo Conré             | S     | 15 giugno 1997   | Francia              |
| 11 | Daniel Jansen VanDoorn | C     | 21 marzo 1990    | Canada               |
| 12 | Philipp Collin         | C     | 28 ottobre 1990  | Germania             |
| 14 | Stanislas Rabiller     | S     | 22 febbraio 1992 | Francia              |
| 15 | Niklas Seppänen        | S     | 30 giugno 1993   | Finlandia            |
| 16 | Lévi Cabral            | S     | 16 maggio 1989   | Brasile              |
| 17 | Martin Masson          | L     | 9 febbraio 1995  | Francia              |
| 18 | Antoine Fleury         | S/O   | 28 luglio 1997   | Francia              |
| 20 | Émile Raimond          | P     | 29 luglio 1997   | Francia              |